# Rutilograptis
Rutilograptis là một chi bướm đêm thuộc phân họ Tortricinae của họ Tortricidae.

## Các loài
- Rutilograptis cornesi Razowski, 1981
- Rutilograptis couteauxi (Ghesquire, 1940)